# 列德涅
51°3′56″N 26°12′52″E / 51.06556°N 26.21444°E
列德涅（烏克蘭語：Ледне），是烏克蘭西北部的村莊，隸屬里夫內州的里夫內區。該村面積0.52平方公里，海拔高度183米，2001年人口84，人口密度每平方公里161.5人。